# Klauw (zeilen)

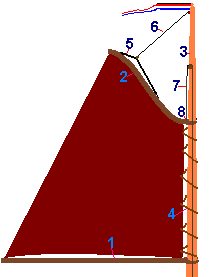
Gaffelgetuigd grootzeil

De klauw is een onderdeel van gaffelgetuigde zeilschepen, waarmee de gaffel aan de mast vastzit.
1. Giek
2. Gaffel
3. Mast
4. Rijglijn / Rakband met kloten
5. Spruit
6. Piekeval
7. Klauwval
8. Klauw